# Ленні Барбі
Енні Барбо (Annie Barbeau, *29 серпня 1981 Монреаль, Канада), відома як Ленні Барбі (анг. Lanny Barby) — колишня канадська порноакторка.

## Життєпис
В порноіндустрію потрапила «близько п'яти секунд після 18-го дня народження». В 2001 році знялася в низькобюджетному порнофільмі «World Grand Tour 24: Canada», а роком пізніше з'явилася у «2 on 1 #14 and Lewd Conduct 15». В цей час знялася під псевдонімом Lenny Barbie з Bruno B і з'явилася на багатьох вебсайтах, додавши популярності.
У 2003 році брала участь в 10 порнофільмах. З'явилася на обкладинках кількох чоловічих журналів, таких як Hustler, Club, і Penthouse, у останнього була «Кішечкою місяця» у червні 2003.
5 березня 2005 року Ленні Барбі одружилася з порноактором Джуліаном Андретті.
Лише через кілька тижнів після весілля, 1 квітня 2005, порнокомпанія Vivid Entertainment оголосила, що вони щойно підписали з Ленні Барбі дворічний ексклюзивний контракт, зробивши її першою акторкою Vivid з Монреаля.
Згадувалася як Lanny Barbie, Lani Barby, Lannie Barby, Lanni Barby, Lannie Barbie, Lenny Barbie. На момент підпису контракту з Vivid Entertainment офіційно постановили, що легальним правописом її імені буде Ленні Барбі (англ. Lanny Barby).
У квітні 2009 року в інтернеті з'явилася інформація, що Ленні Барбі покинула порноіндустрію і повернулася в Канаду.
З 2001 по 2009 роки знялася у 124 порнофільмах.

## Премії і номінації
- 2003 Penthouse Pet of the Month June
- 2006 FAME Award finalist — Hottest Body
- 2006 FAME Award finalist — Favorite Anal Starlet[9]
- 2007 AVN Award nominee — Best All-Girl Sex Scene, Video — Virtual Vivid Girl Sunny Leone[10]
- 2009 AVN Award nominee — Best All-Girl Group Sex Scene — Where the Boys aren't 19[11]